# Associação Metropolitana de Esportes Athleticos
A Associação Metropolitana de Esportes Athleticos (AMEA) foi uma entidade de esportes terrestres, que englobava também o futebol do Rio de Janeiro, entre outros esportes, surgida após uma cisão na Liga Metropolitana de Desportos Terrestres. Foi fundada a 1 de março de 1924 por clubes da elite carioca: America, Bangu, Botafogo, Flamengo e Fluminense.[carece de fontes?] O Vasco da Gama passou a integrar a associação em 1925 após a liga permitir inscrever jogadores analfabetos, com salários subalternos, com empregos de predomínio de esforço físico (profissões braçais) que faziam parte da equipe cruzmaltina já em 1923. Por isso, apesar de terem sido realizados campeonatos cariocas paralelos entre 1924 e 1932, a atual FERJ reconhece, a partir de 1925, apenas os campeonatos da AMEA, pois estes contavam com os grandes do então Distrito Federal. A associação teve fim em 1935, quando foi incorporada pela recém-criada Federação Metropolitana de Desportos.

O estatuto (normas) da Liga em 1924, criada pelos clubes fundadores (America, Bangu, Botafogo, Flamengo e Fluminense) deve ser lembrado e conhecido como parte da história dos clubes, veja abaixo:
- Da inscrição dos amadores, suas formalidade e requisitos.
Art. 65
Não poderão, ser inscritos:
1- os que a troco de dinheiro, tenham tomado parte em festas, partidas, campeonatos ou concursos esportivos de qualquer natureza, dentro ou fora do país;
2- os que tirem os seus meios de subsistência de qualquer profissão braçal, considerando como tal a que se predomine o esforço físico;
3- os que direta ou indiretamente tirem proveito da prática do esporte;
4- os que já tenham tomado parte em qualquer prova das quais participem profissionais;
5- os que se entregarem a exploração de jogos de azar, ou viverem da sua prática;
6- os que não forem reconhecidos como amadores pela entidade máxima a quem competir a direção do esporte no Brasil;
7- os que não saibam escrever e ler correntemente;
8- os pronunciados, enquanto durarem efeitos da pronúncia, os condenados por crimes capitulados no Código Penal, e os culpados mediante provas irrecusáveis de atos imorais ou desonroso;
9- os que habitualmente não tenham profissão ou empregos certos;
10- os que exerçam profissão ou emprego subalternos; tais como: contínuo, servente, engraxate e motorista;
11- os que exerçam profissão ou emprego que exija, permita ou facilite o recebimento de gorjetas;
12- os praças de pret (soldados, cabos e sargentos), excetuando-se, porém, os aspirantes a oficial e os alunos de Escolas Militares, os sargentos e desligados do tempo de serviço obrigatório